# Kindesmitnahme
Kindesentführung bezeichnet die Entführung eines Kindes; geschieht dies durch einen eigenen Elternteil, werden auch die Begriffe Kindesentziehung, Kindesmitnahme verwendet. Auch das Zurückhalten eines Kindes fällt unter diese Begriffe. Im Englischen spricht man von child abduction, im Französischen von l’enlèvement d’enfants (Entführung), während im Spanischen die entsprechende Bezeichnung sustracción de menores (Entziehung) lautet.

## Tatmotive
Bei Entführungen von Kindern können unterschiedliche Tatmotive und Hintergründe eine Rolle spielen.
Lösegeld/Erpressung: Zum einen werden Kinder wohlhabender Persönlichkeiten immer wieder Opfer von Entführungen, da sich die Täter ein hohes Lösegeld erhoffen. Bekannte Fälle dieser Art in der deutschen Kriminalgeschichte waren beispielsweise die Entführung von Joachim Göhner, die Entführung von Ursula Herrmann, die Entführung der Nina von Gallwitz, die Entführung der Schlecker-Kinder oder die Entführung von Jakob von Metzler. In Kreisen des organisierten Verbrechens hat es auch Fälle gegeben, in denen die Kinder von Ermittlern oder konkurrierenden Bandenchefs entführt und als Geiseln festgehalten worden sind, um die Betreffenden unter Druck zu setzen und zum Wohlverhalten zu zwingen.
Psychische/Sexuelle Störung: In anderen Fällen werden Kinder von psychisch und/oder sexuell gestörten Tätern entführt, die Befriedigung darin finden, ihre Opfer gefangen zu halten, zu misshandeln oder zu missbrauchen und sie mitunter sogar zu töten. Bekannte Fälle dieser Art waren in Deutschland etwa die Entführung von Levke Straßheim und die Entführung von Stephanie R. Durch die ungewöhnlich lange Gefangenschaft der Opfer über viele Jahre hinweg besonders erschütternd waren die Niigata-Kindesentführung in Japan und die Entführung von Natascha Kampusch aus Österreich. International große Aufmerksamkeit und Anteilnahme erregten auch die Entführungsfälle Elizabeth Smart und Jaycee Lee Dugard in den USA.
Adoption: Ein anderes Motiv für Kindesentführungen in manchen Entwicklungsländern ist die kriminelle Vermittlung geraubter Kinder zur Adoption an zahlungskräftige Familien aus der westlichen Welt. Kinderlose Paare aus Amerika und Europa zahlen oft hohe Summen für eine Auslandsadoption und sind manchmal bereit, illegale Anbahnungswege in Kauf zu nehmen oder nicht zu hinterfragen. Kindesentführungen oder -entziehungen zu diesem Zweck sind besonders für einzelne Länder Zentralamerikas und Afrikas dokumentiert und stehen im Zusammenhang mit dem internationalen Kinderhandel. Ein bekannter Fall war die spektakulär gescheiterte Verbringung angeblicher Waisenkinder aus dem Tschad nach Frankreich im Jahr 2007. Zu einem mafiösen Wirtschaftszweig hat sich die Adoption entführter oder ihren Müttern abgekaufter Kinder zeitweise in Guatemala entwickelt, hier wurden im Laufe des Jahres 2007 allein bis Oktober etwa 5000 Adoptionen durchgeführt, ein Großteil davon illegal und ohne die Herkunft der Kinder und das Einverständnis der leiblichen Eltern korrekt nachzuweisen. Schutz vor derartigen Missbräuchen bietet das „Haager Übereinkommen über den Schutz von Kindern und die Zusammenarbeit auf dem Gebiet der internationalen Adoption“.
Kinderlosigkeit: Entführung von Säuglingen durch kinderlose Mütter
Durch einen Elternteil: Siehe entsprechenden Abschnitt weiter unten

## Strafrecht
In Deutschland wird die Kindesentführung als Entziehung Minderjähriger mit bis zu zehn Jahren Freiheitsstrafe verfolgt, in Österreich als Kindesentziehung, in der Schweiz als Entziehen von Minderjährigen, jeweils mit bis zu drei Jahren Freiheitsstrafe.

## Kinderrechtskonvention
Kindesentführung ist ein Verstoß gegen die UN-Kinderrechtskonvention:
- Artikel 9 der Konvention legt fest, dass die Vertragsstaaten sicherstellen sollen, dass ein Kind nicht gegen den Willen seiner Eltern von diesen getrennt wird, es sei denn, dass die zuständigen Behörden in einer gerichtlich nachprüfbaren Entscheidung nach den anzuwendenden Rechtsvorschriften und Verfahren bestimmen, dass diese Trennung zum Wohl des Kindes notwendig ist. Eine solche Entscheidung kann im Einzelfall notwendig werden, wie etwa wenn das Kind durch die Eltern misshandelt oder vernachlässigt wird oder wenn bei getrennt lebenden Eltern eine Entscheidung über den Aufenthaltsort des Kindes zu treffen ist.
- Artikel 11 der Konvention beschreibt, dass die Vertragsstaaten durch geeignete Maßnahmen die rechtswidrige Verbringung von Kindern ins Ausland und die rechtswidrige Nichtrückgabe bekämpfen.
- Zusammenfassend bedeutet dies: „Kinderrechte sind Menschenrechte“,[5] womit Kinder das Recht auf Umgang mit beiden Elternteilen haben.

## Psychische Folgen beim Kind
Die Kinder leiden unter dem Trauma, einen geliebten Elternteil (oder beide) verloren zu haben. In vielen Fällen wird das Trauma durch den Entführer (das entziehende Elternteil) verstärkt, indem über den zurückgebliebenen Elternteil (oder beide) in Gegenwart des Kindes schlecht gesprochen wird oder im schlimmsten Fall behauptet wird, dass der zurückgebliebene Elternteil (oder beide) verstorben sei. Das Kind verlässt seine gewohnte Umgebung und wird in eine fremde Umgebung umgesiedelt, in der es (womöglich) mit einer anderen Kultur, einer anderen Sprache, anderen Gewohnheiten, anderem Essen und einem anderen Bildungssystem konfrontiert wird. Das Kind wird somit gezwungen, eine neue Identität anzunehmen. In äußerst schlimmen Fällen nehmen die Kinder einen anderen Namen an, ihr Aussehen und ihr Geburtstag werden geändert, um die wahre Identität zu verschleiern. Dies ist ein rigoroser Eingriff in das Recht des Kindes, seine wahre Identität zu kennen und mit dieser zu leben.
Die psychischen Belastungen, die das entführte Kind verarbeiten muss, können viele Folgen haben: Depressionen, Gemütsschwankungen, Essschwierigkeiten, Ängstlichkeit,
Schuldgefühle,
Verlust der emotionalen Stabilität,
Verlust der Selbstsicherheit und des Selbstbewusstseins,
Einschränkung in der Persönlichkeitsentwicklung,
extreme Verlustängste,
Einsamkeit,
Wutanfälle,
Identitätskrise.
Selbst wenn ein Kind zu seinem zurückgebliebenen Elternteil (oder beiden) rückgeführt werden sollte, hat es mit folgenden Schwierigkeiten zu kämpfen:
- die Beziehung zum zurückgebliebenen Elternteil (oder beiden) ist eingefroren;
- es gibt keine gemeinsame Sprache zwischen Kind und zurückgebliebenem Elternteil (oder beiden);
- aus Sicht des Kindes hätte vielleicht der zurückgebliebene Elternteil (oder beide) mehr machen sollen, um das Kind zurückzuholen;
- neue Familienumgebung nach der Rückkehr: Der zurückgebliebene Elternteil (oder beide) hat wieder geheiratet, womit das Kind einen unbekannten Stiefelternteil hat, neue Halb-Geschwister etc.
- Kinder, die sehr jung entführt worden sind, können sich kaum an das Leben mit dem zurückgebliebenen Elternteil (oder beide) erinnern.

## Kindesentführung durch einen Elternteil
Kindesentführung durch einen Elternteil ist die Entführung oder das widerrechtliche Zurückhalten eines Kindes durch einen Elternteil. Formal handelt es sich bei diesem Tatbestand (Entziehung Minderjähriger) um eine Sorgerechtsverletzung des jeweils anderen Elternteils oder bei einem nicht sorgerechtsberechtigten Elternteil die Verletzung des Umgangsrechts.
Bei elterlicher Kindesentführung spricht man von folgenden „Akteuren“:
- das entführte/widerrechtlich zurückgehaltene Kind (engl. abducted child)
- der entführende Elternteil (engl. taking parent) und
- der zurückgebliebene Elternteil (engl. left-behind parent).

Eine Kindesentführung kann zu Eltern-Kind-Entfremdung führen. Elterliche Kindesentführung widerspricht den ethischen Grundvorstellungen, die dem Kind Geborgenheit, Liebe, Verständnis und Zuneigung beider Elternteile ermöglichen sollen. Dagegen wird durch den entführenden Elternteil das Kind als sein eigener Besitz angesehen und es wird grob die Menschenwürde des Kindes verletzt. Kinder sind Schutzbefohlene und benötigen die Unterstützung beider Elternteile. Auch wenn eine Partnerschaft bzw. Ehe endet, endet nicht die Verantwortung als Elternteile.

### Mediation
Eine Entführung kann für das betroffene Kind bzw. die Kinder erhebliche psychische Belastungen zur Folge haben. Auch die Eltern sind häufig überfordert mit der Konfliktsituation und fühlen sich mit ihren Ängsten und Unsicherheiten allein. Die Durchführung einer Mediation kann daher für die betroffenen Eltern sehr fruchtbar sein. Dort kann neben der Frage der Rückführung auch eine Lösung für weitere, das gemeinsame Kind betreffende Fragen verhandelt werden. Außerdem werden Verletzungen und Ängste der Eltern aufgefangen. Studien belegen, dass Eltern, die eine Mediation in Anspruch genommen haben, langfristig konfliktfreier miteinander umgehen. Sie haben ihre eigenen Bedürfnisse und Interessen, aber auch die des anderen Elternteils klar im Blick und können in dem Bewusstsein leben, gemeinsam und respektvoll die sie und das gemeinsame Kind betreffenden Fragen besprochen und gelöst zu haben, auch wenn es nicht zu einer Mediationsvereinbarung gekommen sein sollte.
Mediation ist ein Verfahren, in dem beide Elternteile mit Unterstützung von zwei Mediatoren ihre das gemeinsame Kind betreffenden Konflikte selbständig lösen. Die Mediatoren schaffen eine konstruktive Gesprächsatmosphäre und sorgen für einen fairen Umgang der Eltern miteinander. Den Mediatoren stehen dabei keine Entscheidungskompetenzen zu; sie beschränken sich darauf, die Parteien zu unterstützen, eigenständig eine sinnvolle Lösung ihrer Probleme zu erarbeiten. Dabei kann es thematisch neben der Frage des gewöhnlichen Aufenthaltes des Kindes um die Aufrechterhaltung des Kontaktes des Kindes zu beiden Eltern, Umgangsregelungen, Vereinbarungen zur Versorgung des Kindes, zur schulischen Entwicklung, zur bi-kulturellen Erziehung, notwendige Regelungen zur finanziellen Versorgung etc. gehen.
Der weltweit arbeitende Verein MiKK ist auf die Vermittlung internationaler Mediationen bei Kindesentführungen spezialisiert und berät Betroffene individuell in ihrer Konfliktsituation. Das (beschleunigte) HKÜ-Verfahren befasst sich nur mit der Thematik der Rückführung des Kindes, nicht aber mit den weiteren die Zukunft der Familie betreffenden Fragen, zum Beispiel, welche Regelung für das Kind am besten ist.

### Strafanzeige
Eine Strafanzeige gegen den entführenden Elternteil kann zur Folge haben, dass nach etwaiger Rückführung des Kindes der entführende Elternteil noch einer Strafverfolgung ausgesetzt wird und eventuell dadurch sein Umgangsrecht nicht ausüben kann. Weiterhin wird eine gütliche außergerichtliche Einigung im Rahmen einer Mediation erschwert.

### Beantragung des alleinigen Sorgerechtes/Aufenthaltsbestimmungsrechtes
Die Beantragung des alleinigen Sorgerechtes oder Aufenthaltsbestimmungsrechtes stärkt die Verhandlungsposition. Im Rahmen dieser Sorgerechtsverfahren, die auch bei Abwesenheit des entführenden Elternteils über eine öffentliche Zustellung geführt werden, erlassen die Familiengerichte auf Antrag einen Herausgabebeschluss.

### HKÜ-Verfahren
Das HKÜ-Verfahren ist ausschließlich ein zivilrechtliches Verfahren, das gegen den entführenden Elternteil geführt wird, der sich den Verpflichtungen aus dem Abkommen entzieht und mit dem Kind untertaucht.

### Ursachen
Häufigste Ursachen für Kindesentführung durch einen Elternteil sind:
- Der entführende Elternteil versucht, sich im Rahmen einer Trennung/Scheidung/eines Sorgerechtsstreits einen Vorteil zu schaffen, indem er den zurückgebliebenen Elternteil vor vollendete Tatsachen stellt.
- Der entführende Elternteil möchte dem anderen Elternteil schaden bzw. sich an dem anderen rächen.
- Der entführende Elternteil versucht, den zurückgebliebenen Elternteil zu finanziellen Zugeständnissen zu zwingen.
- Der entführende Elternteil versucht, den zurückgebliebenen Elternteil dazu zu bewegen, dass die komplette Familie in das Heimatland des entführenden Elternteils umsiedelt.
- Ein Elternteil verweigert die Rückgabe des Kindes nach der Ausübung des Besuchsrechts.
- Ein Elternteil flüchtet, um den anderen Elternteil am Besuchsrecht zu hindern.
- Der entführende ausländische Elternteil hat Furcht davor, dass er Nachteile in einem Sorgerechtsstreit haben könnte, und sieht sich im eigenen Land im Vorteil.
- Internationale Kindesentführung kommen sowohl unter deutsch-deutschen, uninationalen als auch binationalen Paaren vor. Der entführende Elternteil hat oft besondere Bindungen zu dem Zielland der Entführung, meist seinem Heimatland.

### Verharmlosung
Kindesentführung durch ein Elternteil wird in der Gesellschaft, einschließlich vieler Behörden und Institutionen, verharmlost:
- hier würde es sich um eine familiäre Privatangelegenheit handeln;
- das Kind sei bei dem entführenden Elternteil sicher, meist wenn es sich bei dem entführenden Elternteil um eine Mutter handelt;
- diese sogenannten Familienauseinandersetzungen würden sich schnell lösen;
- hierbei handele es sich nicht um eine Straftat, da es kein Opfer gebe, denn das Kind sei ja bei einem Elternteil;
- irgendeinen Grund werde der entführende Elternteil schon gehabt haben, so oft die Aussagen von Unwissenden.

### Konsequenzen für den zurückgebliebenen Elternteil
Für den zurückgebliebenen Elternteil beginnt das Trauma, wenn dieser bzw. diese bei Rückkehr nach Hause sieht, dass der andere Elternteil die Kinder heimlich mitgenommen hat oder das die Kinder bei einem erlaubten Aufenthalt während eines Besuches bei der Verwandtschaft oder dem anderen Elternteil nicht mehr zurückkehren.
Der zurückgebliebene Elternteil wird mit folgender Situation konfrontiert:
Emotionale Ebene:
- Hilflosigkeit: „Was mache ich nun zuerst, um wieder unser gemeinsames Kind zurückzubekommen?“
- Schockzustand
- innerliche Lähmung
- Depressionen
- Schlaflosigkeit
- Ängstlichkeit
- Wut gegen den anderen Elternteil
- Traurigkeit über den Verlust des Kindes und evtl. über die gemeinsame Ehe

Juristische und sozioökonomische Ebene: (bei internationaler Kindesentführung)
- Konfrontation mit einem anderen Rechtssystem
- Sprachbarrieren und kulturelle Unterschiede im Land, wo das Kind hin entführt wurde
- finanzielle Schwierigkeiten, um sich einen Anwalt und evtl. einen Übersetzer zu leisten
- hohe Reisekosten

Folglich hat eine Kindesentführung ebenso weitreichende Folgen für einen zurückgebliebenen Elternteil, wie auch für das entführte Kind. Eine Kindesentführung hat somit zur Folge, dass eine Familie emotional und finanziell belastet wird. Oft stürzen sich zurückgebliebene Elternteile in den finanziellen Ruin, um ihre Liebsten rückzuführen.

## Hilfe für zurückgebliebene Elternteile
Unter der Notrufnummer 116000, die in allen EU-Mitgliedsstaaten erreichbar ist, wird Hilfe angeboten im Falle von vermissten oder entführten Kindern.
Der Internationale Sozialdienst ist offizielle kostenfreie Zentrale Anlaufstelle für Kindesentführungen; sie informiert Eltern, zeigt ihnen mögliche Wege und Ansprechpartner auf und steht ihnen als Ansprechpartner zur Verfügung. Seit 1. Januar 2012 ist diese Forderung der Kinderkommission des Deutschen Bundestages umgesetzt.
Auch private Initiativen bieten den Betroffenen ein Forum, um sich gegenseitig auszutauschen.
Neben dem anstrengenden Rückführungsverfahren sind die Betroffenen mit vielen bürokratischen Dingen beschäftigt:
- Kindergeld, das von der Familienkasse gestrichen wird
- Probleme mit der gesetzlichen Krankenversicherung
- widerrechtliche Abmeldung des entführten Kindes beim Einwohnermeldeamt
- sonstige steuerrechtliche und gebührenrechtliche Problematiken
- Probleme mit der Staatsanwaltschaft bezüglich Strafanzeige und internationaler Haftbefehl
- Probleme im Rahmen des HKÜ-Verfahrens
- juristische Probleme

### Kindergeldanspruch bei vermissten Kindern
Unter gewissen Umständen streichen Familienkassen das Kindergeld, wenn sich das Kind im Ausland befindet. Einige rechtliche Ausführungen hierzu:
- Eltern haben ein Recht auf Kindergeld, solange das Kind als vermisst gilt, bis zur Vollendung des 18. Lebensjahres.[11]

- „Bei einer widerrechtlichen Kindesentziehung gelten jedoch Besonderheiten (BFH-Urteile vom 19. März 2002 VIII R52/01; vom 30. Oktober 2002 VIII R86/00). Bei Entführung des Kindes ins Ausland kommt es nur zur Beendigung des inländischen Wohnsitzes, wenn die Umstände darauf schließen lassen, dass das Kind nicht zurückkehren wird. Auch bei längerer Abwesenheit des Kindes bleibt der inländische Wohnsitz und damit die Zugehörigkeit zum Haushalt des inländischen Elternteils erhalten, wenn dieser umgehend die erforderlichen Schritte für die Rückführung des Kindes einleitet und die sonstigen Umstände eine Rückkehr des Kindes erfolgversprechend erscheinen lassen.“[12]
- Eltern, deren Kinder vom anderen Elternteil ins nichteuropäische Ausland entführt wurden, haben allenfalls dann Anspruch auf Kindergeld, wenn die Kinder innerhalb eines Zeitraumes von sechs Monaten nach der Entführung nach Deutschland zurückkehren. Liege die Entführung dagegen schon Jahre zurück, bestehe kein Kindergeldanspruch. Soweit andere Finanzgerichte und der Bundesfinanzhof in Entführungsfällen eine Beibehaltung des Wohnsitzes des Kindes bejaht hätten, betreffe diese Rechtsprechung Fälle, in denen die Kinder jeweils nur wenige Monate nach der Entführung nach Deutschland zurückgekehrt seien. Dann greife die gesetzliche Wertung in § 9 Abs. 2 AO, wonach bei einer Rückkehr innerhalb eines Zeitraumes von sechs Monaten von einer Beibehaltung des Wohnsitzes auszugehen sei. Anders liege es jedoch im Streitfall bei einer Entführung über mehrere Jahre, weil dann nicht mehr ein nur als vorübergehend einzustufender Auslandsaufenthalt vorliege.[13]

Oft dauert schon eine gerichtliche Zustellung im Ausland mehrere Monate, in Extremfällen über ein Jahr. Bis zur Entscheidung über einen HKÜ-Fall vergehen häufig ebenfalls viele Monate, ggf. Jahre. Auch wenn das Kindergeld nicht direkt dem Kind zugutekommt, bietet es dem zurückgebliebenen Elternteil eine finanzielle Grundlage, um das kostenintensive Rückführungsverfahren voranzutreiben.

### Einwohnermelderecht bei vermissten Kindern
Nach § 11 BGB „Wohnsitz des Kindes“ gilt Folgendes:
„Ein minderjähriges Kind teilt den Wohnsitz der Eltern; es teilt nicht den Wohnsitz eines Elternteils, dem das Recht fehlt, für die Person des Kindes zu sorgen. Steht keinem Elternteil das Recht zu, für die Person des Kindes zu sorgen, so teilt das Kind den Wohnsitz desjenigen, dem dieses Recht zusteht. Das Kind behält den Wohnsitz, bis es ihn rechtsgültig aufhebt.“ Folglich muss das entführte Kind bei dem zurückgebliebenen Elternteil weiterhin angemeldet bleiben. Oft argumentieren die Einwohnermeldebehörden mit dem Einwohnermelderecht der jeweiligen Bundesländer (Meldegesetz), was Ländersache ist. Jedoch steht das BGB über den Ländermeldegesetzen.
Im Übrigen hat der Bundesfinanzhof für einen Entführungsfall entschieden, dass es bei der Kindergeldbezugsberechtigung bleibt, die ja an das Zusammenleben mit dem Elternteil gebunden ist (vgl. FamRZ 2002, 1558 = BFH/NV 2002, 1148 = HFR 2002, 1025). Was der BFH für das Kindergeld entschieden hat, gilt natürlich in gleicher Weise für die Meldung gemäß MRRG und Meldegesetz des Landes. Wenn die Meldebehörde das nicht macht, bleibt jedem Betroffenen der Rechtsweg auf der Verwaltungsgerichtsebene mit Verweis auf die BFH-Entscheidung offen.
Die Anmeldung des vermissten Kindes beim Einwohnermeldeamt impliziert:
- Schulbehörde: Bei schulpflichtigen vermissten Kindern muss die Schulbehörde gesondert informiert werden.
- Krankenkasse: Die gesetzliche Krankenversicherung bleibt auch bei vermissten Kindern bestehen, jedoch muss die Krankenkasse verständigt werden.
- Kommune: Kommunale Gebühren, die sich auf die Haushaltsgröße beziehen, können auf die momentane Situation angepasst werden.

### Steuerrecht bei vermissten Kindern
Die zurückgebliebenen Elternteile haben das Recht auf einen Freibetrag für Alleinerziehende sowie auf einen vollen Kinderfreibetrag, solange das vermisste Kind beim zurückgebliebenen Elternteil weiterhin einwohnermelderechtlich angemeldet bleibt. Weiterhin können bei der Jahreseinkommenssteuererklärung die Kosten im Rahmen des Rückführungsverfahrens (Rechtskosten, Reisekosten etc.) als außergewöhnliche Belastungen geltend gemacht werden.

## Prävention
Vor einer Kindesentführung wird die Absicht in manchen Fällen durch einen Elternteil unterschwellig angedeutet oder gar ausdrücklich erklärt. Solche Hinweise sollten ernst genommen werden.
Folgende Maßnahmen könnten einer internationalen Kindesentführung entgegenwirken:
- Aufbewahrung der Pässe der Kinder an einem sicheren Ort;
- bei den jeweiligen Konsulaten veranlassen, dass für die Kinder keine Pässe ausgestellt werden dürfen;
- gegebenenfalls Beantragung des Aufenthaltsbestimmungsrechts;
- weiterhin ist zu prüfen, inwieweit über die Bundespolizei eine Ausreise über Flughäfen verhindert werden kann.

## Unbekannter Aufenthaltsort
Wenn der Aufenthaltsort des entführten Kindes unbekannt ist,
bieten betroffenen Elternteilen folgende Institutionen Unterstützung:
- Age Progression: Sind seit der Entführung mehrere Jahre vergangen, kann über eine Bildbearbeitungssoftware das Aussehen eines Kindes auf das heutige Alter angepasst werden.[15]
- Staatsanwaltschaft: Ausschreibung des Kindes zur Fahndung (Interpol Yellow Notice)
- Kontaktaufnahme mit dem BKA-Verbindungsmann sowie der Rechtsabteilung der Deutschen Botschaft im Ausland

- Internationale Sozialdienste[16] oder kirchliche Organisationen (beispielsweise Vatikan)
- internationale Suchseiten von vermissten Kindern (zum Beispiel Initiative Vermisste Kinder, Global Missing Children’s Network bzw. ICMEC)

## Internationale Kindesentführung
Während elterliche Kindesentführung innerhalb derselben Stadt bzw. Gemeinde oder Region (also innerdeutsch) stattfinden kann, so versteht man unter internationaler Kindesentführung das Verbringen eines Kindes ins Ausland. Die Rückführung von Kindern aus dem Ausland gestaltet sich nicht selten schwierig, da in diesen Fällen mehr als ein rechtsstaatliches System beteiligt ist. Kinder aus binationalen Ehen/Partnerschaften haben ein größeres Risiko, von einem Elternteil ins Ausland entführt zu werden.
Aufgrund des Wandels der Gesellschaft im Zuge der Globalisierung hat sich der Sprachgebrauch der internationalen Kindesentführung im juristischen Sinne eingeprägt und findet sich im Übereinkommen über die zivilrechtlichen Aspekte internationaler Kindesentführung der Haager Konferenz für Internationales Privatrecht in den jeweiligen sprachlichen Übersetzungen wieder:
- Übereinkommen über die zivilrechtlichen Aspekte internationaler Kindesentführung
- Convention on the Civil Aspects of International Child Abduction (engl.)
- Convención sobre los Aspectos Civiles sobre la Sustracción de Menores (span.)
- Convention sur les Aspects Civils de l’Enlèvement International d’Enfants (franz.)

### Internationales Recht
Für das internationale Familienrecht sind vier Übereinkommen von Belang:
- das Europäische Übereinkommen vom 20. Mai 1980 über die Anerkennung und Vollstreckung von Entscheidungen über das Sorgerecht für Kinder und die Wiederherstellung des Sorgeverhältnisses, kurz: „Europäisches Sorgerechtsübereinkommen (ESÜ)“,
- das Haager Übereinkommen über die zivilrechtlichen Aspekte internationaler Kindesentführung, vom 25. Oktober 1980, kurz: „Haager Kindesentführungsübereinkommen (HKÜ)“,
- das Haager Übereinkommen vom 19. Oktober 1996 über die Zuständigkeit, das anzuwendende Recht, die Anerkennung, Vollstreckung und Zusammenarbeit auf dem Gebiet der elterlichen Verantwortung und der Maßnahmen zum Schutz von Kindern, kurz: Haager Kinderschutzübereinkommen (KSÜ), und
- die Verordnung (EG) Nr. 2201/2003 des Rates vom 27. November 2003 über die Zuständigkeit und die Anerkennung und Vollstreckung von Entscheidungen in Ehesachen und in den Verfahren betreffend die elterliche Verantwortung und zur Aufhebung der Verordnung (EG) Nr. 1347/2000 (ABl. EU Nr. L 338 S. 1), kurz: „Brüssel II a-Verordnung“.

Für die Anwendbarkeit ist entscheidend, ob beide beteiligten Staaten dem jeweiligen Abkommen beigetreten sind.

### Interpol
Im Falle einer internationalen Kindesentführung werden gegebenenfalls folgende Fahndungsmaßnahmen ergriffen:
- Interpol Red Notice: Hier wird der entführende Elternteil über Interpol zur Fahndung ausgeschrieben. Die Rotecke stellt ein Auslieferungsersuchen dar. Im Rahmen des zivilrechtlichen Rückführungsverfahrens kann aus den oben genannten Gründen der internationale Haftbefehl ausgesetzt werden. Man spricht hier von einer „safe harbour order“.[20] Hiermit wird dem entführenden Elternteil das Besuchs- und Umgangsrecht mit dem Kind nach der Rückkehr in das ersuchende Land ermöglicht.
- Interpol Yellow Notice: Diese dient zur Lokalisierung und Ingewahrsamnahme des vermissten Kindes.
- Interpol Blue Notice: Diese dient dazu, Informationen über eine gesuchte Person einzuholen – in diesem Fall über den entziehenden Elternteil oder über das entzogene Kind. Es beinhaltet keine Ingewahrsamnahme.

### HKÜ-Staatenliste
Das Haager Kindesentführungsübereinkommen (HKÜ) hat inzwischen über 90 Vertragsstaaten. Staaten, die 1980, als das Übereinkommen auf der Vierzehnten Tagung der Haager Konferenz für Internationales Privatrecht angenommen wurde, noch nicht Mitglied der Haager Konferenz – einer zwischenstaatlichen internationalen Organisation – waren, können das Übereinkommen nicht mit Wirkung für und gegen alle anderen Vertragsstaaten zeichnen und ratifizieren, sondern ihm „nur“ beitreten. Nach Artikel 38 Absatz 4 des Übereinkommens wirkt der Beitritt des neuen Staates nur für und gegen die bisherigen Vertragsstaaten, die ihn annehmen. Daher kann es vorkommen, dass ein Staat zwar dem HKÜ beigetreten ist, dieser Beitritt aber noch nicht im Verhältnis zu Deutschland gilt. Das bedeutet, dass Deutschland diesen Beitritt noch nicht angenommen hat oder die Annahme noch nicht wirksam geworden ist. Zwischen Deutschland und dem betreffenden anderen Staat ist das HKÜ in solchen Fällen (noch) nicht anwendbar. Daher sind die betreffenden Staaten auch (noch) nicht in der Staatenliste aufgeführt. Der aktuelle Stand der Beitritte lässt sich der Statustabelle auf der Website der Haager Konferenz für Internationales Privatrecht entnehmen. Bei Kindesentführungen innerhalb der EU ist ebenfalls das HKÜ die Anspruchsgrundlage für die Rückführung; für seine Anwendung macht jedoch die sogenannte Brüssel II a-Verordnung im Verhältnis zwischen den EU-Staaten (mit Ausnahme Dänemarks) einige Vorgaben zum Verfahren.
Die Brüssel II a-Verordnung gilt unmittelbar in allen EU-Staaten mit Ausnahme Dänemarks, derzeit also in 26 Staaten (Belgien, Bulgarien, Deutschland, Estland, Finnland, Frankreich, Griechenland, Irland, Italien, Kroatien, Lettland, Litauen, Luxemburg, Malta, Niederlande, Österreich, Polen, Portugal, Rumänien, Schweden, Slowakei, Slowenien, Spanien, Tschechien, Ungarn und Zypern).
Das Haager Kinderschutzübereinkommen von 1996 hat über 40 Vertragsstaaten. Im Verhältnis der EU-Staaten untereinander (mit Ausnahme Dänemarks) richten sich die internationale Zuständigkeit der Gerichte sowie die Anerkennung und Vollstreckung von Entscheidungen zur elterlichen Verantwortung jedoch nach der Brüssel II a-Verordnung.
Dem Europäischen Sorgerechtsübereinkommen (ESÜ) gehören derzeit außer Deutschland noch über 30 weitere Staaten an. Im Verhältnis zu denjenigen Nicht-EU-Staaten und Dänemark, die sowohl dem ESÜ als auch dem KSÜ angehören, gelten beide Übereinkommen nebeneinander. Die Antragsteller haben somit die Wahl, auf welches Übereinkommen sie sich berufen wollen. Das ESÜ wird hinsichtlich der Anerkennung und/oder Vollstreckbarerklärung ausländischer Sorge- und Umgangsrechtsentscheidungen im Verhältnis zwischen den EU-Staaten durch die Brüssel II a-Verordnung verdrängt und hat für Deutschland insofern nur noch Bedeutung im Verhältnis zu Staaten, die nicht dem Anwendungsbereich der Brüssel II a-Verordnung unterfallen.

### Häufigkeit, Politische Entwicklung, Beispiele

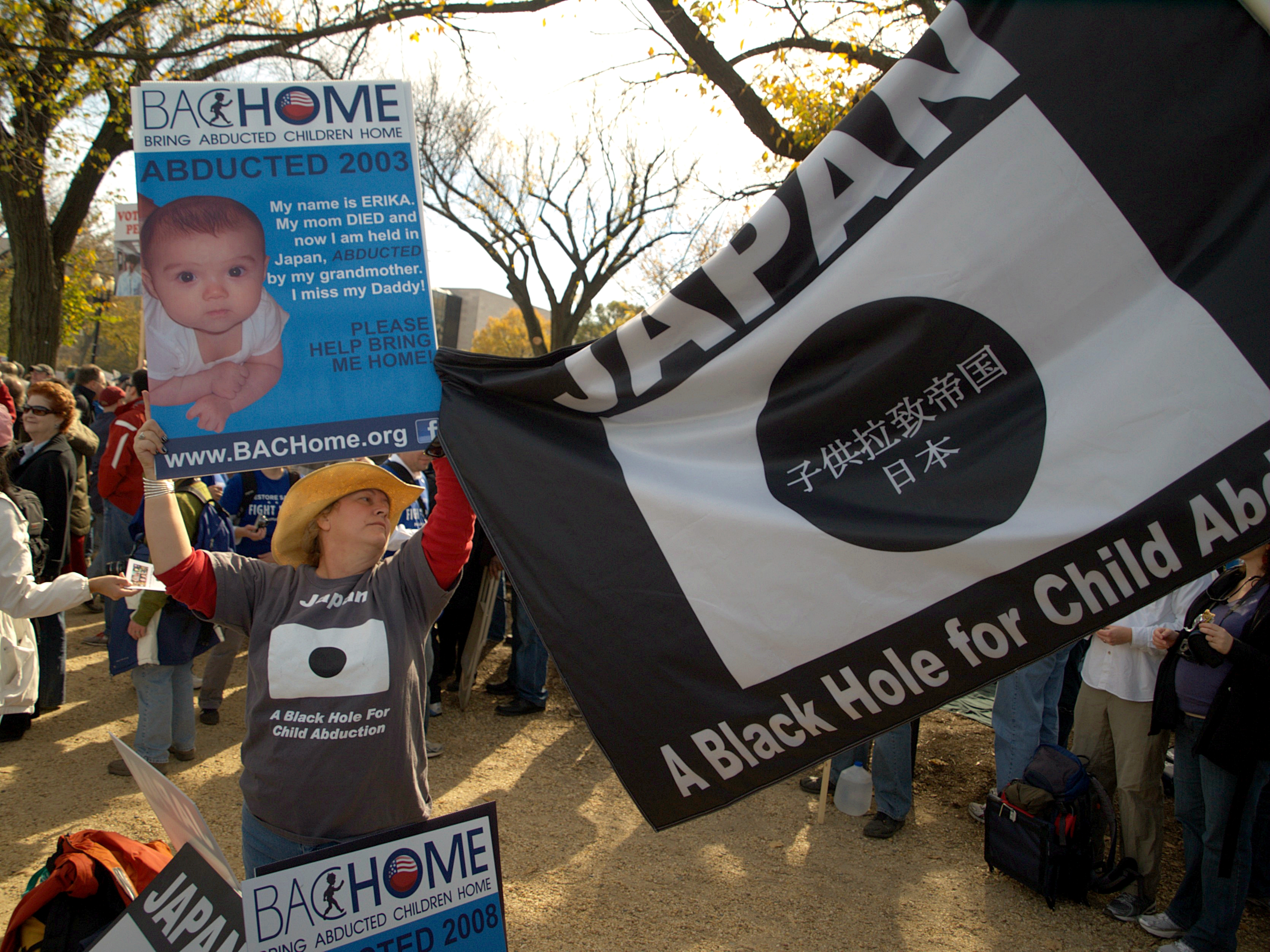
Aktuell 2010: Zurückgebliebene Elternteile und Angehörige protestieren in den USA gegen Kindesentführungen nach Japan und fordern politische Unterstützung für die zahlreichen nach Japan entführten Kinder.

Christiane Hirts, Direktorin des europäischen „Committee for Missing Children“, machte 2010 folgende Einschätzung: „1000 bis 1500 Kinder werden jedes Jahr [über Ländergrenzen hinweg] entführt, knapp die Hälfte davon in Länder, deren Regierungen die Haager Konvention zur Kindesentführung nicht unterzeichnet haben. Das sind vor allem arabische Länder, in denen nur in etwa zehn Prozent dieser Fälle eine Rückführung erfolgreich ist.“
Durch das politische Engagement der Grünen-Bundestagsabgeordneten Marieluise Beck kam Ende November 2008 eine Kindesrückführung aus Tunesien zustande. Die zurückgebliebene Kindesmutter und das entführte Kind kamen aus ihrem Wahlkreis. Im Januar 2009 brachte Beck die Thematik bei der 77. Sitzung des Ausschusses für Menschenrechte und humanitäre Hilfe in die Tagesordnung: „Unterrichtung durch die Bundesregierung zum Umgang mit Fällen entführter Kinder deutscher Staatsangehörigkeit im Ausland“.
Ende März 2009 fand im Rahmen der Haager Konferenz für internationales Privatrecht die dritte Maltakonferenz statt: „Third Malta Judicial Conference on Cross-Frontier Family Law Issues, hosted by the Government of Malta in collaboration with the Hague Conference on Private International Law St. Julian’s (Malta)“. Die Konferenz setzte im Rahmen des „Malta-Prozesses“ den Dialog fort, der im März 2004 mit der ersten Konferenz begann, und die zweite Konferenz im März 2006 folgte. In der „Malta-Deklaration“ wurden Beschlüsse und Empfehlungen festgehalten. Die thematische Fokussierung bestand darin, den Kontakt zwischen Kindern und Elternteilen, die in verschiedenen Ländern wohnen, sicherzustellen sowie auf die Probleme der elterlichen Kindesentführungen zwischen den Ländern einzugehen.
Länder, die an der Malta-Konferenz teilnahmen, waren Australien, Bangladesh, Belgien, Kanada, Ägypten, Frankreich, Deutschland, Indien, Israel, Jordanien, Malaysia, Malta, Marokko, Niederlande, Oman, Pakistan, Qatar, Spanien, Schweden, Schweiz, Tunesien, Türkei, Großbritannien und die USA.
Die Kinderkommission des Deutschen Bundestages (Kommission zur Wahrnehmung der Belange der Kinder) erörterte in ihrer Sitzung am 6. Mai 2009 die Problematik der internationalen Kindesentführungen mit Marieluise Beck sowie mit Vertretern des Auswärtigen Amtes und des Bundesministeriums für Justiz sowie einer Vertreterin des Internationalen Sozialdienstes. Im Juli 2009 bezog die Kinderkommission Stellung zu diesem Thema und sah Handlungsbedarf bezüglich einer verbesserten Zusammenarbeit der zuständigen Behörden, insbesondere zwischen dem Auswärtigen Amt, dem Bundesministerium für Justiz und dem Bundesministerium für Familie, Senioren, Frauen und Jugend sowie hinsichtlich der Einrichtung einer zentralen Anlaufstelle für Betroffene mit Lotsenfunktion beim Internationalen Sozialdienst.
Das Auswärtige Amt organisierte am 4. Dezember 2009 ein Internationales Symposium zu Kindesentziehungen in enger Abstimmung mit dem Bundesministerium der Justiz, dem Bundesamt für Justiz (für HKÜ-Fälle zuständig) und dem Bundesministerium für Familie, Senioren, Frauen und Jugend. Erstmals erörterten in Deutschland nationale Fachleute und Experten aus Europa, Nord- und Südamerika, Asien und der islamischen Welt Herausforderungen und Lösungswege, um ratsuchende Eltern und ihre Kinder besser zu unterstützen.